# المحرم (السبرة)

تعديل مصدري - تعديل

المحرم محلة تابعة لقرية خيران، التابعة لعزلة زبيد بمديرية السبرة إحدى مديريات محافظة إب في الجمهورية اليمنية.، بلغ تعداد سكانها 55 حسب تعداد اليمن لعام 2004.